# Bulvar Dmitrija Donskogo
Bulvar Dmitrija Donskogo (ryska: Бульвар Дмитрия Донского, Dmitrij Donskojs boulevard) är södra slutstationen på Serpuchovsko-Timirjazevskaja-linjen i Moskvas tunnelbana. 
Stationen har fått sitt namn av gatan den ligger vid, namngiven efter storfursten av Moskva på 1300-talet Dmitrij Donskoj.
Bulvar Dmitrija Donskogo har två vestibuler. Stationen har två plan, där det övre är i svart och vit marmor, med ljusgrå takplattor och med långa balkonger där man ser ned till plattformen på den nedre nivån. Balkongerna bärs upp av vita marmorpelare med ett mittfält av grön marmor åt den sida som vetter bort från balkongerna. Svart, grå och röd granit pryder golven det nedre planet. Det finns trappor som förbinder plattformen och stationens övre nivå.

## Byte
I södra änden av Bulvar Dmitrija Donskogo kan man gå till stationen Ulitsa Starokatjalovskaja på Butovskajalinjen vilken till stor del är högbana som leder ännu längre söderut.

## Käwllor
1. ↑  hämtat från: ryskspråkiga Wikipedia.[källa från Wikidata]